# II liga polska w piłce nożnej (1982/1983)
II liga 1982/1983 – 35. edycja rozgrywek drugiego poziomu ligowego piłki nożnej mężczyzn w Polsce. Wzięły w nich udział 32 drużyny, grając w dwóch grupach systemem kołowym. Sezon ligowy rozpoczął się w sierpniu 1982, ostatnie mecze rozegrano w czerwcu 1983.
| Poziomy rozgrywkowe w sezonie 1982/1983 | Poziomy rozgrywkowe w sezonie 1982/1983 | Poziomy rozgrywkowe w sezonie 1982/1983 |
| Rozgrywki                               | P                                       | Nazwa                                   |
| --------------------------------------- | --------------------------------------- | --------------------------------------- |
| Centralne                               | I                                       | I liga                                  |
| Centralne                               | II                                      | II liga (2 grupy)                       |
| Makroregionalne                         | III                                     | III Liga (8 grup)                       |
| Okręgowe (49 okręgów)                   | IV                                      | Liga okręgowa                           |
| Okręgowe (49 okręgów)                   | V                                       | A klasa                                 |
| Okręgowe (49 okręgów)                   | VI                                      | B klasa                                 |

## Drużyny

### Grupa I
| Uczestnicy poprzedniej edycji | Uczestnicy poprzedniej edycji |
| ----------------------------- | ----------------------------- |
| Stilon Gorzów Wielkopolski    | 3                             |
| Stal Stocznia Szczecin        | 4                             |
| Zagłębie Wałbrzych            | 5                             |
| Gryf Słupsk                   | 6                             |
| Piast Gliwice                 | 7                             |
| Górnik Wałbrzych              | 8                             |
| Odra Opole                    | 9                             |

| GKS Tychy                       | 10 |
| Olimpia Poznań                  | 11 |
| ROW Rybnik                      | 12 |
| drużyna przeniesiona z grupy II |    |
| Olimpia Elbląg                  | 12 |
| Spadek z I ligi 1981/1982       |    |
| Arka Gdynia                     | 15 |

| grupa I               |   |
| Arkonia Szczecin      | 1 |
| Celuloza Kostrzyn     | 2 |
| grupa III             |   |
| Odra Wodzisław Śląski | 1 |
| Zagłębie Lubin        | 2 |

### Grupa II
| Uczestnicy poprzedniej edycji | Uczestnicy poprzedniej edycji |
| ----------------------------- | ----------------------------- |
| Polonia Bytom                 | 2                             |
| Hutnik Nowa Huta              | 3                             |
| Błękitni Kielce               | 4                             |
| Avia Świdnik                  | 5                             |
| Broń Radom                    | 6                             |
| Górnik Knurów                 | 7                             |
| Raków Częstochowa             | 8                             |

| Stal Stalowa Wola              | 9  |
| Resovia                        | 10 |
| Radomiak Radom                 | 11 |
| drużyna przeniesiona z grupy I |    |
| BKS Stal Bielsko-Biała         | 2  |
| Spadek z I ligi 1981/1982      |    |
| Motor Lublin                   | 16 |

| grupa II            |   |
| Włókniarz Pabianice | 1 |
| Polonia Warszawa    | 2 |
| grupa IV            |   |
| KS Lublinianka      | 1 |
| Korona Kielce       | 2 |

## Rozgrywki
Uczestnicy obu grup rozegrali po 30 kolejek ligowych (razem 240 spotkań) w dwóch rundach: jesiennej i wiosennej. Mistrzowie grup uzyskali awans do I ligi, zaś do III ligi spadły drużyny z miejsc 13–16.

### Grupa I – tabela
| Lp. | Drużyna                    | M  | Z  | R  | P  | Bramki | Bramki | Różn. | Pkt | Uwagi              |
| --- | -------------------------- | -- | -- | -- | -- | ------ | ------ | ----- | --- | ------------------ |
| 1   | Górnik Wałbrzych (M) (A)   | 30 | 17 | 7  | 6  | 43     | 18     | +25   | 41  | Awans do I ligi    |
| 2   | Olimpia Poznań             | 30 | 15 | 9  | 6  | 40     | 18     | +22   | 39  |                    |
| 3   | Zagłębie Lubin             | 30 | 14 | 8  | 8  | 40     | 31     | +9    | 36  |                    |
| 4   | Piast Gliwice              | 30 | 14 | 7  | 9  | 31     | 22     | +9    | 35  |                    |
| 5   | Stal Stocznia Szczecin     | 30 | 10 | 12 | 8  | 31     | 27     | +4    | 32  |                    |
| 6   | Zagłębie Wałbrzych         | 30 | 9  | 13 | 8  | 30     | 27     | +3    | 31  |                    |
| 7   | Odra Wodzisław Śląski      | 30 | 9  | 13 | 8  | 32     | 33     | −1    | 31  |                    |
| 8   | Celuloza Kostrzyn          | 30 | 9  | 13 | 8  | 24     | 27     | −3    | 31  |                    |
| 9   | Olimpia Elbląg             | 30 | 10 | 10 | 10 | 29     | 29     | 0     | 30  |                    |
| 10  | Stilon Gorzów Wielkopolski | 30 | 9  | 12 | 9  | 35     | 36     | −1    | 30  |                    |
| 11  | Arka Gdynia                | 30 | 10 | 9  | 11 | 24     | 28     | −4    | 29  |                    |
| 12  | Odra Opole                 | 30 | 11 | 7  | 12 | 36     | 46     | −10   | 29  |                    |
| 13  | ROW Rybnik (S)             | 30 | 9  | 10 | 11 | 34     | 35     | −1    | 28  | Spadek do III ligi |
| 14  | GKS Tychy (S)              | 30 | 9  | 7  | 14 | 34     | 37     | −3    | 25  | Spadek do III ligi |
| 15  | Arkonia Szczecin (S)       | 30 | 7  | 4  | 19 | 31     | 52     | −21   | 18  | Spadek do III ligi |
| 16  | Gryf Słupsk (S)            | 30 | 3  | 9  | 18 | 23     | 51     | −28   | 15  | Spadek do III ligi |

### Grupa II – tabela
| Lp. | Drużyna                    | M  | Z  | R  | P  | Bramki | Bramki | Różn. | Pkt | Uwagi              |
| --- | -------------------------- | -- | -- | -- | -- | ------ | ------ | ----- | --- | ------------------ |
| 1   | Motor Lublin (M) (A)       | 30 | 16 | 9  | 5  | 46     | 22     | +24   | 41  | Awans do I ligi    |
| 2   | Resovia                    | 30 | 15 | 10 | 5  | 43     | 30     | +13   | 40  |                    |
| 3   | Radomiak Radom             | 30 | 12 | 11 | 7  | 49     | 32     | +17   | 35  |                    |
| 4   | Górnik Knurów              | 30 | 12 | 7  | 11 | 43     | 37     | +6    | 31  |                    |
| 5   | Raków Częstochowa          | 30 | 12 | 7  | 11 | 32     | 28     | +4    | 31  |                    |
| 6   | Hutnik Nowa Huta           | 30 | 13 | 4  | 13 | 43     | 41     | +2    | 30  |                    |
| 7   | Stal Stalowa Wola          | 30 | 11 | 8  | 11 | 32     | 35     | −3    | 30  |                    |
| 8   | Broń Radom                 | 30 | 10 | 10 | 10 | 34     | 38     | −4    | 30  |                    |
| 9   | Korona Kielce              | 30 | 10 | 10 | 10 | 24     | 32     | −8    | 30  |                    |
| 10  | Włókniarz Pabianice        | 30 | 13 | 3  | 14 | 35     | 32     | +3    | 29  |                    |
| 11  | Błękitni Kielce            | 30 | 10 | 9  | 11 | 33     | 37     | −4    | 29  |                    |
| 12  | Polonia Bytom              | 30 | 10 | 8  | 12 | 38     | 36     | +2    | 28  |                    |
| 13  | Polonia Warszawa (S)       | 30 | 9  | 7  | 14 | 41     | 42     | −1    | 25  | Spadek do III ligi |
| 14  | Avia Świdnik (S)           | 30 | 7  | 11 | 12 | 27     | 42     | −15   | 25  | Spadek do III ligi |
| 15  | BKS Stal Bielsko-Biała (S) | 30 | 8  | 9  | 13 | 31     | 50     | −19   | 25  | Spadek do III ligi |
| 16  | KS Lublinianka (S)         | 30 | 7  | 7  | 16 | 27     | 44     | −17   | 21  | Spadek do III ligi |